# 高雄市議會議員列表
高雄市議會議員列表名列現任及前任高雄市議會議員。歷屆議長、副議長另列於最頂端。

## 第四屆
| 議長   | 副議長 |
| ------ | ------ |
| 康裕成 | 曾俊傑 |

| 第一選舉區（3席）   | 桃源區、那瑪夏區、甲仙區、六龜區、杉林區、內門區、旗山區、美濃區、茂林區                                                          |
| 第一選舉區（3席）   | 中國國民黨：林義迪 · 民主進步黨：林富寶 · 無黨團結聯盟：朱信強                                                                    |
| 第二選舉區（3席）   | 茄萣區、湖內區、路竹區、阿蓮區、田寮區                                                                                            |
| 第二選舉區（3席）   | 中國國民黨：李亞築 · 民主進步黨：陳明澤、黃明太                                                                                   |
| 第三選舉區（5席）   | 永安區、岡山區、燕巢區、彌陀區、梓官區、橋頭區                                                                                    |
| 第三選舉區（5席）   | 中國國民黨：陸淑美、方信淵、宋立彬 · 民主進步黨：黃秋媖、林志誠                                                                   |
| 第四選舉區（9席）   | 楠梓區、左營區 |
| 第四選舉區（9席）   | 中國國民黨：陳麗珍、陳玫娟、李眉蓁、李雅芬、白喬茵 · 民主進步黨：李柏毅、李雅慧、黃文志 · 無黨團結聯盟：陳善慧                    |
| 第五選舉區（5席）   | 大社區、仁武區、鳥松區、大樹區 |
| 第五選舉區（5席）   | 中國國民黨：吳利成 · 民主進步黨：邱俊憲、張勝富、江瑞鴻、黃飛鳳                                                                   |
| 第六選舉區（4席）   | 鼓山區、鹽埕區、旗津區 |
| 第六選舉區（4席）   | 中國國民黨：蔡金晏、陳美雅 · 民主進步黨：李喬如、簡煥宗                                                                           |
| 第七選舉區（7席）   | 三民區 |
| 第七選舉區（7席）   | 中國國民黨：黃柏霖、黃香菽 · 民主進步黨：何權峰、康裕成、鄭孟洳 · 無黨籍：曾俊傑、張博洋                                          |
| 第八選舉區（5席）   | 前金區、新興區、苓雅區 |
| 第八選舉區（5席）   | 中國國民黨：黃紹庭、許采蓁 · 民主進步黨：郭建盟、黃文益、湯詠瑜                                                                   |
| 第九選舉區（8席）   | 鳳山區 |
| 第九選舉區（8席）   | 中國國民黨： 鍾易仲、李雅靜、鄭安秝、劉德林 · 民主進步黨：陳慧文、張漢忠、林智鴻、黃捷                                            |
| 第十選舉區（8席）   | 前鎮區、小港區 |
| 第十選舉區（8席）   | 中國國民黨：曾麗燕、陳麗娜、蔡武宏 · 民主進步黨：鄭光峰、陳致中（因案解職）、黃彥毓 · 無黨團結聯盟：李順進 · 台灣團結聯盟：吳銘賜 |
| 第十一選舉區（4席） | 大寮區、林園區 |
| 第十一選舉區（4席） | 中國國民黨：黃天煌、王耀裕、 · 民主進步黨：李雨庭                                                                                 |
| 第十二選舉區（1席） | 平地原住民選區 |
| 第十二選舉區（1席） | 中國國民黨：王義雄 |
| 第十三選舉區（1席） | 山地原住民選區： |
| 第十三選舉區（1席） | 無黨籍：陳幸富 |
| 第十四選舉區（1席） | 山地原住民選區： |
| 第十四選舉區（1席） | 無黨籍：高忠德 |
| 第十五選舉區（1席） | 山地原住民選區： |
| 第十五選舉區（1席） | 無黨籍：范織欽 |

注：粗體為第三屆高雄市議員連任者。

## 第三屆
| 議長                                       | 副議長 |
| ------------------------------------------ | ------ |
| 許崑源（歿）→陸淑美（代理）→曾麗燕（補選） | 陸淑美 |

| 第一選舉區（3席）   | 桃源區、那瑪夏區、甲仙區、六龜區、杉林區、內門區、旗山區、美濃區、茂林區                                                          |
| 第一選舉區（3席）   | 中國國民黨：林義迪 · 民主進步黨：林富寶 · 無黨團結聯盟：朱信強                                                                    |
| 第二選舉區（3席）   | 茄萣區、湖內區、路竹區、阿蓮區、田寮區                                                                                            |
| 第二選舉區（3席）   | 中國國民黨：李亞築 · 民主進步黨：陳明澤、黃明太                                                                                   |
| 第三選舉區（5席）   | 永安區、岡山區、燕巢區、彌陀區、梓官區、橋頭區                                                                                    |
| 第三選舉區（5席）   | 中國國民黨：陸淑美、方信淵、宋立彬 · 民主進步黨：高閔琳、黃秋媖                                                                   |
| 第四選舉區（8席）   | 楠梓區、左營區 |
| 第四選舉區（8席）   | 中國國民黨：陳麗珍、陳玫娟、李眉蓁、李雅芬 · 民主進步黨：李柏毅、李雅慧、黃文志 · 無黨籍：陳善慧                                  |
| 第五選舉區（5席）   | 大社區、仁武區、鳥松區、大樹區 |
| 第五選舉區（5席）   | 中國國民黨：吳利成、許慧玉 · 民主進步黨：邱俊憲、張勝富、江瑞鴻                                                                   |
| 第六選舉區（4席）   | 鼓山區、鹽埕區、旗津區 |
| 第六選舉區（4席）   | 中國國民黨：蔡金晏、陳美雅 · 民主進步黨：李喬如、簡煥宗                                                                           |
| 第七選舉區（8席）   | 三民區 |
| 第七選舉區（8席）   | 中國國民黨：黃柏霖、曾俊傑、黃香菽、童燕珍 · 民主進步黨：何權峰、康裕成、鄭孟洳 · 時代力量：                                      |
| 第八選舉區（6席）   | 前金區、新興區、苓雅區 |
| 第八選舉區（6席）   | 中國國民黨：黃紹庭、許崑源（任內逝世）、陳若翠 · 民主進步黨：郭建盟、黃文益 · 親民黨：吳益政（後再加入 臺灣民眾黨，為雙重黨籍者） |
| 第九選舉區（8席）   | 鳳山區 |
| 第九選舉區（8席）   | 中國國民黨： 鍾易仲、李雅靜、鄭安秝、劉德林 · 民主進步黨：陳慧文、張漢忠、林智鴻 · 無黨籍：黃捷                                   |
| 第十選舉區（8席）   | 前鎮區、小港區 |
| 第十選舉區（8席）   | 中國國民黨：曾麗燕、陳麗娜、蔡武宏 · 民主進步黨：鄭光峰、林宛蓉、陳致中 · 無黨團結聯盟：李順進 · 台灣團結聯盟：吳銘賜             |
| 第十一選舉區（4席） | 大寮區、林園區 |
| 第十一選舉區（4席） | 中國國民黨：黃天煌、王耀裕、 · 民主進步黨：韓賜村                                                                                 |
| 第十二選舉區（1席） | 平地原住民選區 |
| 第十二選舉區（1席） | 中國國民黨：王義雄 |
| 第十三選舉區（1席） | 山地原住民選區： |
| 第十三選舉區（1席） | 無黨籍：陳幸富 |
| 第十四選舉區（1席） | 山地原住民選區： |
| 第十四選舉區（1席） | 中國國民黨：賴文德 |
| 第十五選舉區（1席） | 山地原住民選區： |
| 第十五選舉區（1席） | 無黨籍：范織欽 |

注：粗體為第二屆高雄市議員連任者。

## 第二屆
| 議長   | 副議長 |
| ------ | ------ |
| 康裕成 | 蔡昌達 |

| 第一選舉區   | 桃源區、那瑪夏區、甲仙區、六龜區、杉林區、內門區、旗山區、美濃區、茂林區                                  |
| 第一選舉區   | 中國國民黨：劉馨正 · 民主進步黨：林富寶、鍾盛有                                                           |
| 第二選舉區   | 茄萣區、湖內區、路竹區、阿蓮區、田寮區                                                                    |
| 第二選舉區   | 中國國民黨：李長生 · 民主進步黨：張文瑞、陳明澤                                                           |
| 第三選舉區   | 永安區、岡山區、燕巢區、彌陀區、梓官區、橋頭區                                                            |
| 第三選舉區   | 中國國民黨：陸淑美、方信淵 · 民主進步黨：陳政聞、翁瑞珠、高閔琳                                           |
| 第四選舉區   | 楠梓區、左營區                                                                                            |
| 第四選舉區   | 中國國民黨：陳麗珍、陳玫娟、李眉蓁、周鍾湛 · 民主進步黨：林瑩蓉、張豐藤、李柏毅 · 無黨團結聯盟：黃石龍    |
| 第五選舉區   | 大社區、仁武區、鳥松區、大樹區                                                                            |
| 第五選舉區   | 中國國民黨：許慧玉 · 民主進步黨：林芳如、沈英章、邱俊憲、張勝富                                           |
| 第六選舉區   | 鼓山區、鹽埕區、旗津區                                                                                    |
| 第六選舉區   | 中國國民黨：蔡金晏、陳美雅 · 民主進步黨：李喬如、簡煥宗                                                   |
| 第七選舉區   | 三民區 |
| 第七選舉區   | 中國國民黨：黃柏霖、曾俊傑、黃香菽、童燕珍 · 民主進步黨：何權峰、康裕成、鄭新助 · 台灣團結聯盟:黃淑美     |
| 第八選舉區   | 前金區、新興區、苓雅區                                                                                    |
| 第八選舉區   | 中國國民黨：黃紹庭、許崑源 · 民主進步黨：郭建盟、周玲妏、蕭永達 · 親民黨：吳益政                          |
| 第九選舉區   | 鳳山區 |
| 第九選舉區   | 中國國民黨： 劉德林 、 李雅靜 · 民主進步黨：顏曉菁、陳慧文、張漢忠、羅鼎城、蘇炎城 · 無黨團結聯盟：徐榮延 |
| 第十選舉區   | 前鎮區、小港區                                                                                            |
| 第十選舉區   | 中國國民黨：曾麗燕、陳麗娜 · 民主進步黨：鄭光峰、林宛蓉、陳信瑜、王聖仁、吳銘賜 · 無黨團結聯盟：李順進    |
| 第十一選舉區 | 大寮區、林園區                                                                                            |
| 第十一選舉區 | 中國國民黨：黃天煌、王耀裕 · 民主進步黨：李雨庭、蔡昌達                                                   |
| 第十二選舉區 | 平地原住民選區                                                                                            |
| 第十二選舉區 | 民主進步黨：俄鄧·殷艾                                                                                     |
| 第十三選舉區 | 山地原住民族選區：                                                                                        |
| 第十三選舉區 | 中國國民黨：柯路加                                                                                        |
| 第十四選舉區 | 山地原住民選區：                                                                                          |
| 第十四選舉區 | 無黨籍：伊斯坦大‧貝雅夫‧正福                                                                              |
| 第十五選舉區 | 山地原住民選區：                                                                                          |
| 第十五選舉區 | 中國國民黨：唐惠美                                                                                        |

注：粗體為第一屆高雄市議員連任者。

## 第一屆
| 議長   | 副議長 |
| ------ | ------ |
| 許崑源 | 蔡昌達 |

| 第一選舉區   | 桃源區、那瑪夏區、甲仙區、六龜區、杉林區、內門區、旗山區、美濃區、茂林區                         |
| 第一選舉區   | 中國國民黨：林義迪 · 民主進步黨：林富寶 · 無黨籍：鍾盛有                                         |
| 第二選舉區   | 茄萣區、湖內區、路竹區、阿蓮區、田寮區                                                           |
| 第二選舉區   | 中國國民黨：李長生、蘇琦莉 · 民主進步黨：張文瑞、陳明澤                                          |
| 第三選舉區   | 永安區、岡山區、燕巢區、彌陀區、梓官區、橋頭區                                                   |
| 第三選舉區   | 中國國民黨：許福森、陸淑美、方信淵 · 民主進步黨：陳政聞、翁瑞珠                                  |
| 第四選舉區   | 楠梓區、左營區                                                                                   |
| 第四選舉區   | 中國國民黨：陳麗珍、陳玫娟、李眉蓁、藍星木、周鍾湛 · 民主進步黨：林瑩蓉、張豐藤 · 無黨籍：黃石龍 |
| 第五選舉區   | 大社區、仁武區、鳥松區、大樹區                                                                   |
| 第五選舉區   | 中國國民黨：吳利成、許慧玉 · 民主進步黨：林芳如、錢聖武                                          |
| 第六選舉區   | 鼓山區、鹽埕區、旗津區                                                                           |
| 第六選舉區   | 中國國民黨：蔡金晏、陳美雅 · 民主進步黨：李喬如、連立堅                                          |
| 第七選舉區   | 三民區                                                                                           |
| 第七選舉區   | 中國國民黨：黃柏霖、童燕珍、曾俊傑 · 民主進步黨：黃淑美、康裕成、洪平朗、林武忠 · 無黨籍：鄭新助 |
| 第八選舉區   | 前金區、新興區、苓雅區                                                                           |
| 第八選舉區   | 中國國民黨：莊啟旺、許崑源 · 民主進步黨：郭建盟、周玲妏、蕭永達 · 親民黨：吳益政                 |
| 第九選舉區   | 鳳山區                                                                                           |
| 第九選舉區   | 中國國民黨：劉德林、陳粹鑾、李雅靜 · 民主進步黨：顏曉菁、陳慧文、張漢忠 · 無黨籍：徐榮延、蘇炎城 |
| 第十選舉區   | 前鎮區、小港區                                                                                   |
| 第十選舉區   | 中國國民黨：曾麗燕、陳麗娜 · 民主進步黨：鄭光峰、林宛蓉、陳信瑜 · 無黨籍：李順進                 |
| 第十一選舉區 | 大寮區、林園區                                                                                   |
| 第十一選舉區 | 中國國民黨：黃天煌、洪秀錦 · 民主進步黨：韓賜村、蔡昌達                                          |
| 第十二選舉區 | 平地原住民選區                                                                                   |
| 第十二選舉區 | 民主進步黨：俄鄧·殷艾                                                                            |
| 第十三選舉區 | 山地原住民族選區：                                                                               |
| 第十三選舉區 | 中國國民黨：柯路加                                                                               |
| 第十四選舉區 | 山地原住民選區：                                                                                 |
| 第十四選舉區 | 無黨籍：伊斯坦大‧貝雅夫‧正福                                                                     |
| 第十五選舉區 | 山地原住民選區：                                                                                 |
| 第十五選舉區 | 中國國民黨：唐惠美                                                                               |